# Virpi Kuitunen
Virpi Kuitunen, née Sarasvuo le 25 mai 1976 à Kangasniemi, est une fondeuse finlandaise. Deux fois médaillée aux Jeux olympiques d'hiver, elle remporte huit médailles mondiales dont six titres. Elle est également double vainqueure de la Coupe du monde, en 2006-2007 et 2007-2008.

## Carrière
Elle fait ses débuts en compétition en 1995.
Lors des mondiaux 2001 de Lahti, elle remporte son premier mondial en s'imposant sur la poursuite, devant Larisa Lazutina et Olga Danilova. Mais quelques jours plus tard, lors de l'épreuve du relais quatre fois cinq kilomètres. Après un contrôle positif de deux fondeurs finlandais, elle fait partie de six autres athlètes contrôlés positifs à l'hydroxyéthylamidon, ou hydroxyethyl starch (HES) (produit prohibé qui augmente le volume du plasma). Ils sont bannis pour deux ans et la Finlande doit retourner trois médailles, l'or du relais masculin, l'argent de la poursuite masculine préalablement remportée par Jari Isometsä, et celui du relais féminin dont elle fait partie.

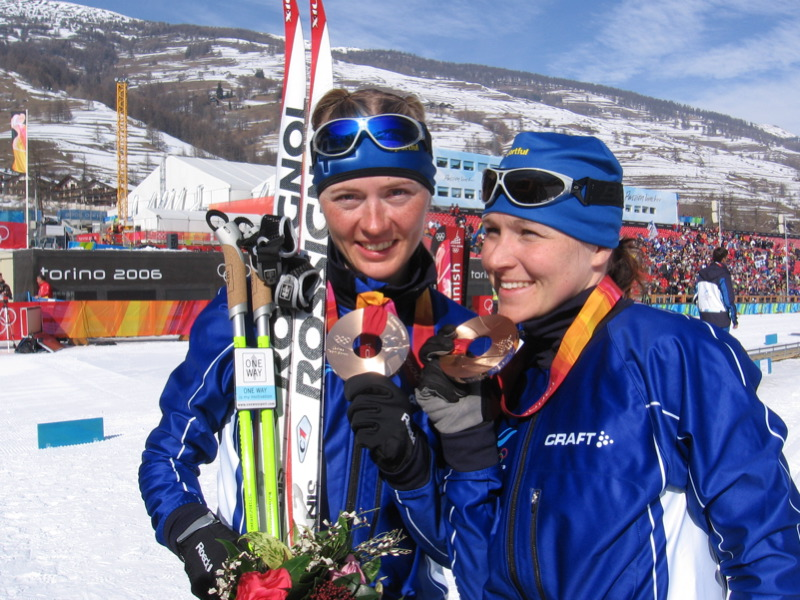
Aino Kaisa Saarinen et, médaillées de bronze aux Jeux olympiques de 2006.

Après cette suspension, elle dispute les championnats du monde 2003 où elle termine septième de la poursuite. Deux ans plus tard, lors  des mondiaux suivants à Oberstdorf, elle obtient la médaille d'argent du trente kilomètres derrière la Norvégienne Marit Bjørgen. Lors des Jeux olympiques de 2006, elle finit à la cinquième place en sprint individuel, neuvième du dix kilomètres, septième avec le relais quatre fois cinq kilomètres. Mais elle est surtout médaillée de bronze avec Aino Kaisa Saarinen sur le sprint par équipes derrière la Suède et le Canada⁹à à
Elle remporte aussi deux fois le classement général de la Coupe du monde lors de la saison 2006-2007 devant Marit Bjørgen. Lors de cette saison, lors des mondiaux de Sapporo, elle commence sa compétition par une médaille de bronze lors du sprint, derrière la Norvégienne Astrid Jacobsen et la Slovène Petra Majdič. Lors du sprint par équipes, elle s'impose avec Riitta Liisa Roponen devant l'Allemagne et la Norvège. Après un abandon sur la poursuite et déclare forfait sur le dix kilomètres, elle fait partie du relais, également composé de Aino Kaisa Saarinen, Riitta Liisa Roponen et Pirjo Manninen qui s'impose devant l'Allemagne et la Norvège. Lors de la dernière épreuve, le trente kilomètres, elle s'impose devant deux Norvégiennes, Kristin Stormer Steira et Therese Johaug.
La saison suivante, elle  remporte de nouveau le classement général de la coupe du monde, devant Astrid Jacobsen. Lors des mondiaux 2009 de Liberec, elle remporte deux nouveaux titres, sur le sprint par équipes avec Aino Kaisa Saarinen et avec le relais quatre fois cinq kilomètres, avec Pirjo Muranen, Riitta-Liisa Roponen et Aino Kaisa Saarinen.
À Vancouver, lors des Jeux olympiques de 2010, elle termine à la treizième place du dix kilomètres
, neuvième du sprint et elle obtient la médaille de bronze avec Pirjo Muranen, Riitta-Liisa Roponen et Aino-Kaisa Saarinen, derrière la Norvège et l'Allemagne.
Elle prend sa retraite sportive en 2010 à 33 ans.

## Palmarès

### Jeux olympiques
| Épreuve / Édition | Sprint                           | Sprint                           | 10 km                            | 10 km                            | Poursuite | 30 km | Relais                              | Relais                              |
| Épreuve / Édition | libre                            | classique                        | libre                            | classique                        | Poursuite | 30 km | Sprint                              | 4 × 5 km                            |
| Turin 2006        | 5e                               | Épreuve inexistante à cette date | Épreuve inexistante à cette date | 10e                              | —         | DNF   | Médaille de bronze, Jeux olympiques | 7e                                  |
| Vancouver 2010    | Épreuve inexistante à cette date | 9e                               | —                                | Épreuve inexistante à cette date | —         | 13e   | —                                   | Médaille de bronze, Jeux olympiques |

Légende :
- : première place, médaille d'or
- : deuxième place, médaille d'argent
- : troisième place, médaille de bronze
- : épreuve non disputée lors de cette édition
- — : non disputée par la Kuitunen
- DNF : abandon

### Championnats du monde
| Épreuve / Édition  | Sprint                           | Sprint                           | 5 km                             | 10 km                            | 10 km                            | Poursuite            | 15 km                            | 30 km                    | Relais                           | Relais               |
| Épreuve / Édition  | libre                            | classique                        | 5 km                             | libre                            | classique                        | Poursuite            | 15 km                            | 30 km                    | Sprint                           | 4 × 5 km             |
| Ramsau 1999        | Épreuve inexistante à cette date | Épreuve inexistante à cette date | 35e                              | Épreuve inexistante à cette date | Épreuve inexistante à cette date | —                    | —                                | —                        | Épreuve inexistante à cette date | —                    |
| Lahti 2001         | —                                | Épreuve inexistante à cette date | Épreuve inexistante à cette date | Épreuve inexistante à cette date | 5e                               | Médaille d'or, monde | 5e                               | —                        | Épreuve inexistante à cette date | DSQ                  |
| Val di Fiemme 2003 | —                                | Épreuve inexistante à cette date | Épreuve inexistante à cette date | Épreuve inexistante à cette date | —                                | 7e                   | —                                | —                        | Épreuve inexistante à cette date | —                    |
| Obertsdorf 2005    | Épreuve inexistante à cette date | 5e                               | Épreuve inexistante à cette date | —                                | Épreuve inexistante à cette date | DNS                  | Épreuve inexistante à cette date | Médaille d'argent, monde | —                                | 5e                   |
| Sapporo 2007       | Épreuve inexistante à cette date | Médaille de bronze, monde        | Épreuve inexistante à cette date | DNS                              | Épreuve inexistante à cette date | DNF                  | Épreuve inexistante à cette date | Médaille d'or, monde     | Médaille d'or, monde             | Médaille d'or, monde |
| Liberec 2009       | —                                | Épreuve inexistante à cette date | Épreuve inexistante à cette date | Épreuve inexistante à cette date | 4e                               | 13e                  | Épreuve inexistante à cette date | DNF                      | Médaille d'or, monde             | Médaille d'or, monde |

Légende :
- : première place, médaille d'or
- : deuxième place, médaille d'argent
- : troisième place, médaille de bronze
- : épreuve non disputée lors de cette édition
- — : non disputée par la fondeuse
- DNS : n'a pas pris le départ
- DNF : abandon
- DSQ : disqualifiée

### Coupe du monde
- 2 gros globes de cristal : gagnante du classement général en 2007  et 2008.
- 3 petits globe de cristal : 
  - gagnante du classement de la distance 2007  et 2008.
  - gagnante du classement sprint 2007.
- 56 podiums  :
  - 43 podiums en épreuve individuelle 20 victoires, 14 deuxièmes places et 9 troisièmes places.
  - 13 podiums en épreuve par équipe : 3 victoires, 4 deuxièmes places et 6 troisièmes places.

#### Courses à étapes
- 9 podiums, dont 7 victoires d'étapes.

#### Détail des victoires
| Date                                  | Lieu                                              | Pays                      | Épreuve                     |
| ------------------------------------- | ------------------------------------------------- | ------------------------- | --------------------------- |
| 7 mars 2004                           | Lahti                                             | Finlande                  | 10 km classique             |
| 13 février 2005                       | Reit im Winkl                                     | Allemagne                 | Sprint classique            |
| 9 mars 2005                           | Drammen                                           | Norvège                   | Sprint classique            |
| 5 février 2006                        | Davos                                             | Suisse                    | 10 km classique             |
| 26 novembre 2006                      | Kuusamo                                           | Finlande                  | 10 km classique             |
| 13 décembre 2006                      | Cogne                                             | Italie                    | 10 km classique             |
| 16 décembre 2006                      | La Clusaz                                         | France                    | 15 km libre départ en ligne |
| 31 décembre 2006 au 7 janvier 2007    | Munich Oberstdorf Asiago Val di Fiemme            | Allemagne Italie          | Tour de ski                 |
| 28 janvier 2007                       | Otepää                                            | Estonie                   | Sprint classique            |
| 3 février 2007                        | Davos                                             | Suisse                    | 10 km libre                 |
| 10 mars 2007                          | Lahti                                             | Finlande                  | Sprint libre                |
| 14 mars 2007                          | Drammen                                           | Norvège                   | Sprint classique            |
| 8 décembre 2007                       | Davos                                             | Suisse                    | 10 km classique             |
| 9 février 2008                        | Otepää                                            | Estonie                   | 10 km classique             |
| 27 février 2008                       | Stockholm                                         | Suède                     | Sprint classique            |
| 2 mars 2008                           | Lahti                                             | Finlande                  | 10 km classique             |
| 5 mars 2008                           | Drammen                                           | Norvège                   | Sprint classique            |
| 16 mars 2008                          | Bormio                                            | Italie                    | 10 km libre poursuite       |
| 13 décembre 2008                      | Davos                                             | Suisse                    | 10 km classique             |
| du 27 décembre 2008 au 4 janvier 2009 | Oberhof Prague Nové Město na Moravě Val di Fiemme | Allemagne Tchéquie Italie | Tour de ski                 |

##### Victoires d'étapes
| Date             | Lieu                 | Pays      | Compétition | Discipline  |
| ---------------- | -------------------- | --------- | ----------- | ----------- |
| 5 janvier 2007   | Asiago               | Italie    | Tour de Ski | Sprint TL   |
| 6 janvier 2007   | Val di Fiemme        | Italie    | Tour de Ski | 15 km TC MS |
| 28 décembre 2007 | Nové Město na Moravě | Tchéquie  | Tour de Ski | 3 km TC     |
| 5 janvier 2008   | Val di Fiemme        | Italie    | Tour de Ski | 10 km TC MS |
| 28 décembre 2008 | Oberhof              | Allemagne | Tour de Ski | 10 km TC HS |
| 31 décembre 2008 | Nové Město na Moravě | Tchéquie  | Tour de Ski | 10 km TC    |
| 3 janvier 2009   | Val di Fiemme        | Italie    | Tour de Ski | 10 km TC MS |

Légende :

TC = classique

TL = libre

MS = départ en masse

HS = départ avec handicap

PU = poursuite

#### Classements en Coupe du monde
| Saison / Épreuve | Saison / Épreuve | Général   | Général   | Distance  | Distance  | Sprint | Sprint |
| ---------------- | ---------------- | --------- | --------- | --------- | --------- | ------ | ------ |
| Saison / Épreuve | Saison / Épreuve | Class.    | Points    | Class.    | Points    | Class. | Points |
| 1999             | 1999             | 81        | 1         |           |           | 79     | 1      |
| 2000             | 2000             | 34        | 89        | 28 33     | 46 14     | 35     | 29     |
| 2001             | 2001             | 18        | 227       | –         | –         | –      | –      |
| 2002             | 2002             | suspendue | suspendue | suspendue | suspendue |        |        |
| 2003             | 2003             | 23        | 188       | –         | –         | 20     | 95     |
| 2004             | 2004             | 6         | 848       | 7         | 543       | 4      | 305    |
| 2005             | 2005             | 3         | 726       | 8         | 313       | 2      | 415    |
| 2006             | 2006             | 6         | 636       | 7         | 411       | 10     | 225    |
| 2007             | 2007             | 1         | 1410      | 1         | 650       | 1      | 532    |
| 2008             | 2008             | 1         | 1552      | 1         | 729       | 3      | 538    |
| 2009             | 2009             | 5         | 1132      | 6         | 828       | 11     | 204    |
| 2010             | 2010             | 22        | 317       | 21        | 178       | 20     | 133    |